# John Barrett (Diplomat)

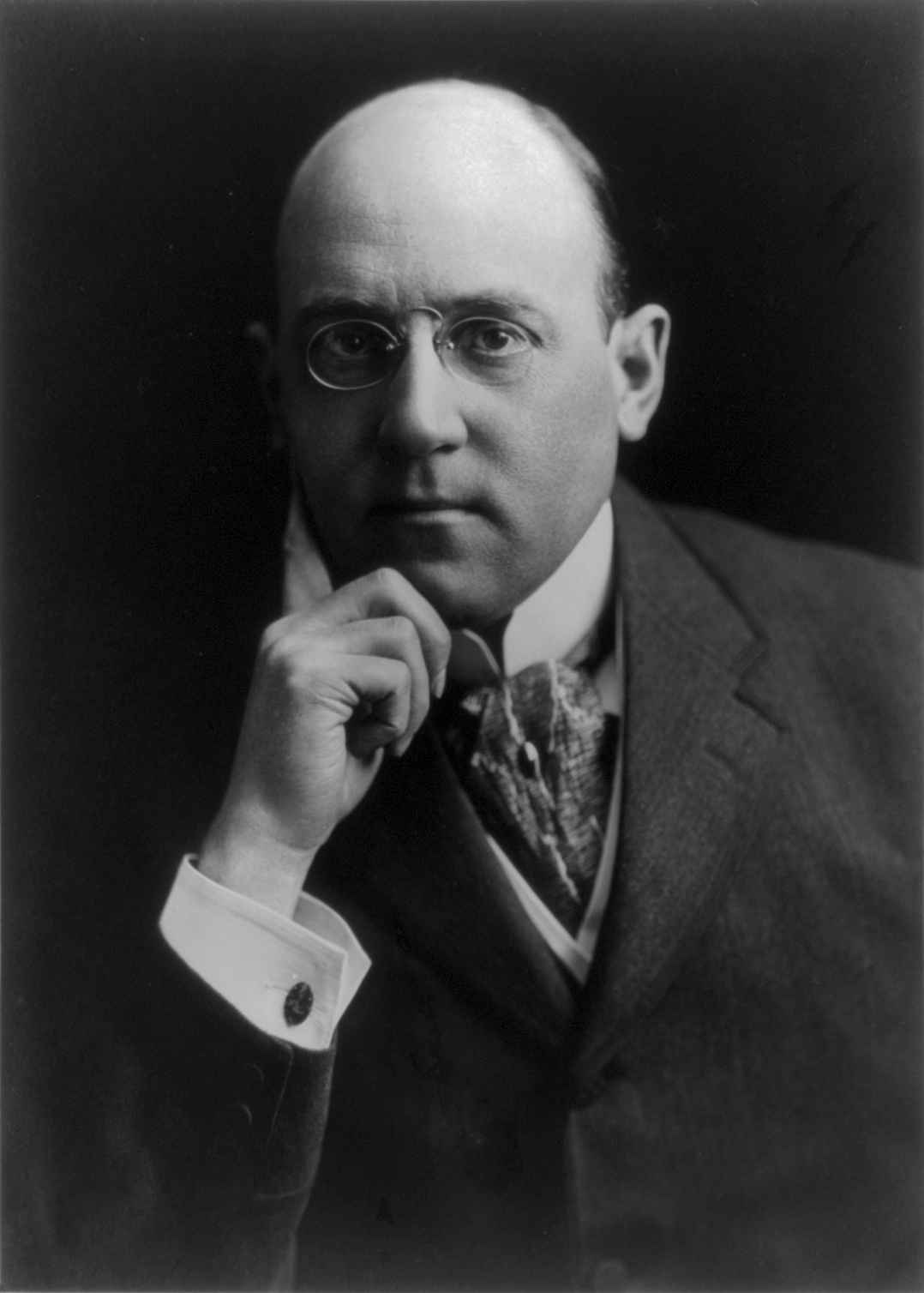
John Barrett

John Barrett (* 28. November 1866 in Grafton, Vermont; † 17. Oktober 1938 in Bellows Falls, Rockingham, Vermont) war ein US-amerikanischer Journalist und Diplomat, der unter anderem Gesandter in Siam, Argentinien, Panama und Kolumbien sowie zwischen 1906 und 1920 Generaldirektor des Internationalen Büros der Amerikanischen Republiken beziehungsweise der daraus 1910 hervorgegangenen Panamerikanischen Union war.

## Leben

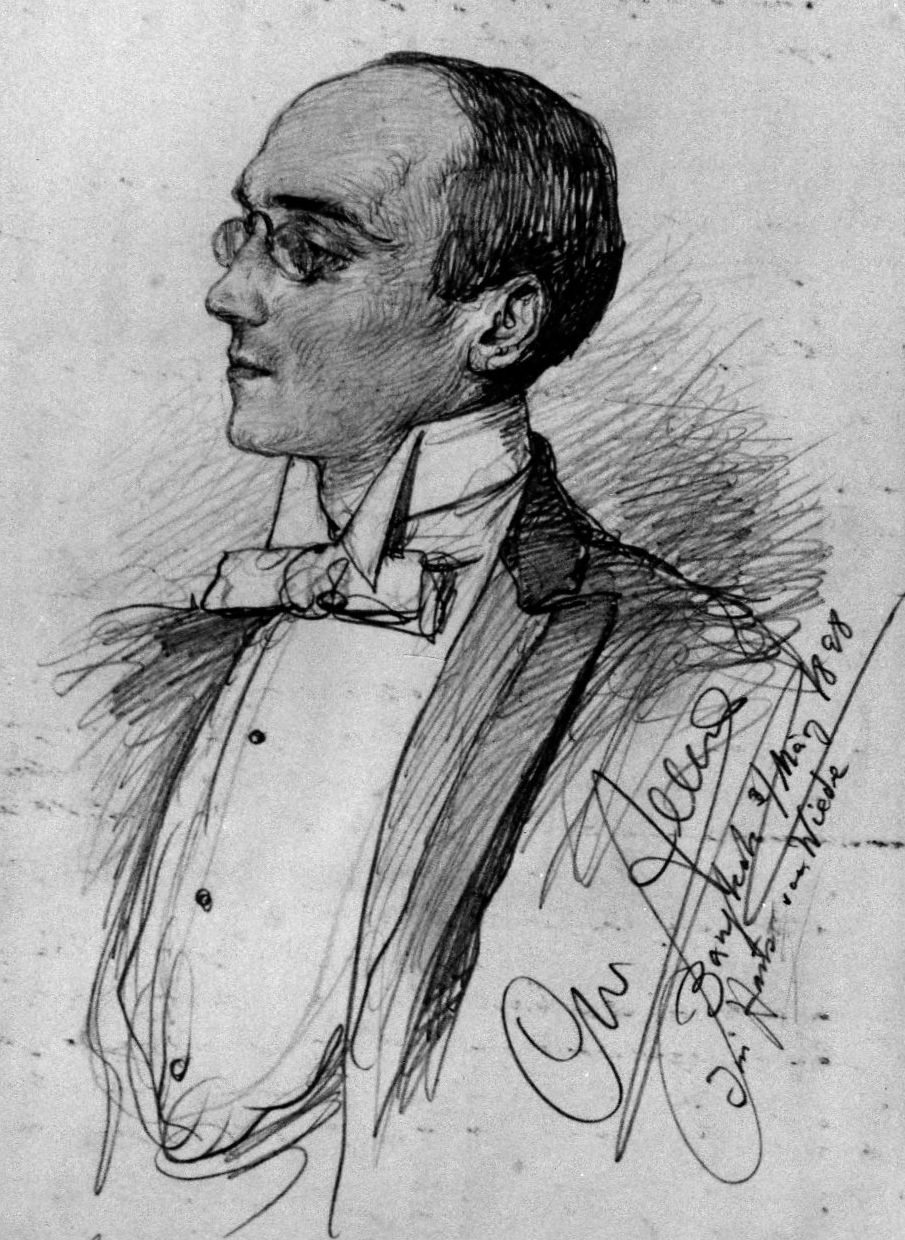
John Barrett (Zeichnung vom 3. März 1898 in Bangkok)

John Barrett war der Sohn von Charles Barrett, der zeitweilig Mitglied des Repräsentantenhauses von Vermont war, und dessen Ehefrau Caroline Sanford Barrett. Nach dem Besuch der Worcester Academy begann er 1883 ein Studium an der Vanderbilt University, das er am Dartmouth College fortsetzte und dort 1889 mit einem Bachelor of Arts (B.A.) beendete. Im Anschluss arbeitete er als Journalist, Korrespondent sowie Redakteur für verschiedene Tageszeitungen in San Francisco, Tacoma, Seattle und Portland. Er berichtete über amerikanische Bemühungen zur Verbesserung der Beziehungen zu südostasiatischen Ländern und machte bei einem persönlichen Interview einen so positiven Eindruck auf US-Präsident Grover Cleveland, dass Cleveland ihn am 14. Februar 1894 zum Ministerresidenten in Siam ernannte, wo er am 15. November 1894 als Nachfolger von Sempronius H. Boyd seine Akkreditierung überreichte. Er verblieb auf diesem Posten bis zu seiner Abberufung am 26. April 1898 und wurde danach von Hamilton King abgelöst. Zugleich fungierte er in Personalunion vom 15. November 1894 bis zum 26. April 1898 als Generalkonsul in Bangkok. Während des Spanisch-Amerikanischen Krieges (23. April bis 12. August 1898) fungierte er als politischer Berater des Kommandeurs des US-Asiengeschwaders, Admiral George Dewey.
Am 2. Juli 1903 wurde Barrett von US-Präsident Theodore Roosevelt zum Gesandten in Argentinien berufen und übergab dort am 21. Dezember 1903 als Nachfolger von William Paine Lord sein Beglaubigungsschreiben. Da seine Ernennung während einer Sitzungspause des US-Senats erfolgte, wurde die Bestätigung des Senats am 16. November 1903 nachgeholt. Dieses Amt bekleidete er bis zum 27. April 1904, woraufhin Arthur M. Beaupre ihn ablöste. Bereits am 17. März 1904 wurde er zum Gesandten in Panama ernannt und überreichte dort als Nachfolger von William I. Buchanan am 22. Juli 1904 seine Akkreditierung. Er hatte dieses Amt bis zum 13. Mai 1905 inne und wurde im Anschluss von Charles Edward Magoon abgelöst.
Daraufhin erfolgte am 21. Juni 1905 seine Ernennung zum Gesandten der Vereinigten Staaten in Kolumbien, wo er am 27. November 1905 als Nachfolger von William W. Russell sein Beglaubigungsschreiben überreichte. Da auch diese Berufung während einer Sitzungspause des US-Senats erfolgte, wurde die Bestätigung des Senats am 11. Dezember 1905 nachgeholt. Das Amt des Gesandten in Panama übte er bis zum 24. September 1906 aus und wurde im Anschluss von Thomas Cleland Dawson abgelöst. In diesen Jahren bemühte er sich, widersprüchliche Ansprüche der Vereinigten Staaten, Panamas und Kolumbiens während der Verhandlungen über die Schaffung der Panamakanalzone und den Bau der Wasserstraße zu lösen.
Nach Beendigung seiner diplomatischen Tätigkeit wurde John Barrett 1906 erster Generaldirektor des Internationalen Büros der Amerikanischen Republiken und im Anschluss der daraus 1910 hervorgegangenen Panamerikanischen Union, aus der die am 30. April 1948 hervorgegangene Organisation Amerikanischer Staaten (OAS) wurde. Diesen Funktion hatte er bis 1920 inne und wurde danach von Leo Stanton Rowe abgelöst. Er unter unterstützte den republikanischen Kandidaten Calvin Coolidge aktiv während der Präsidentschaftswahl 1924. 1934 heiratete er Mary Tanner Cady, die allerdings bereits 1937 verstarb. Er selbst starb im darauf folgenden Jahr am 17. Oktober 1938 an einer Lungenentzündung im Krankenhaus von Bellows Falls und wurde im Anschluss auf dem Friedhof Grafton Village Cemetery seines Geburtsortes Grafton beigesetzt. Bei seinem Tod kommentierte The New York Times, er habe „mehr als jede andere Person seiner Generation getan, um engere Beziehungen zwischen den amerikanischen Republiken zu fördern.“

## Veröffentlichung
- Siamese people, views, and events, 1898
- Philippine people and views, 1898
- Admiral Dewey: A Sketch of the Man, 1899
- The Philippine Islands and America’s interests in the Far East, Kelly & Walsh Limited, Hongkong, 1899
- Chinese and Manchurian people, events and views, 1900
- Indian and Singhalese people, events, and views, 1900
- Japanese people, events and views, 1902
- Argentine people and views, 1903
- Paraguayan people, views, and events, 1904
- Denouncement and allotment of public lands in the republic of Colombia (South America), Sanders Phillips & Co., London, 1906
- Colombian people, events, and views, 1907
- Markets for cotton products in South America, 1907
- The United States and Latin America. Some special phases not commonly considered or understood of the commercial and general relations of the United States with her sister American republics, 1907
- Latin America, the land of opportunity, 1909
- The report of the director to the Fourth Pan-American conference held at Buenos Aires, Argentine Republic. July, 1910, Washington, D.C., 1910
- Pan America’s new home, New York City, 1911
- Panama Canal. What it is, what it means, Washington, D.C., 1913
- Mexican people, events, and views, 1914
- Panama and the Panama Canal, 1915
- Practical Pan-Americanism, 1915
- Address on Pan Americanism and the Monroe doctrine, Chicago, 1916
- Our opportunity in Latin America, 1916
- Pan Americanism and its inspiration in history., Washington, D.C., 1916
- A guerra e a America nova, Washington, D.C., 1917
- Mexico, a review and a forecast, 1917
- Latin America and the war, Washington, D.C., 1919
- The Pan American Union, Washington, D.C., 1930